# Estela de Taesjeret
La estela de Taesjeret es una estela funeraria de madera elaborada entre los años 950 - 900 a. C. en el tercer periodo intermedio de Egipto, durante la Dinastía XXII, dinastía de origen libio que dominó el antiguo Egipto, coetánea con las XXIII, XXIV y XXV. Se establece con libios de la tribu mashauash, ya asentados en el delta, cuando a la caída de Psusenes II, Sheshonq I toma el poder y se hace proclamar faraón.

## Hallazgo e historia

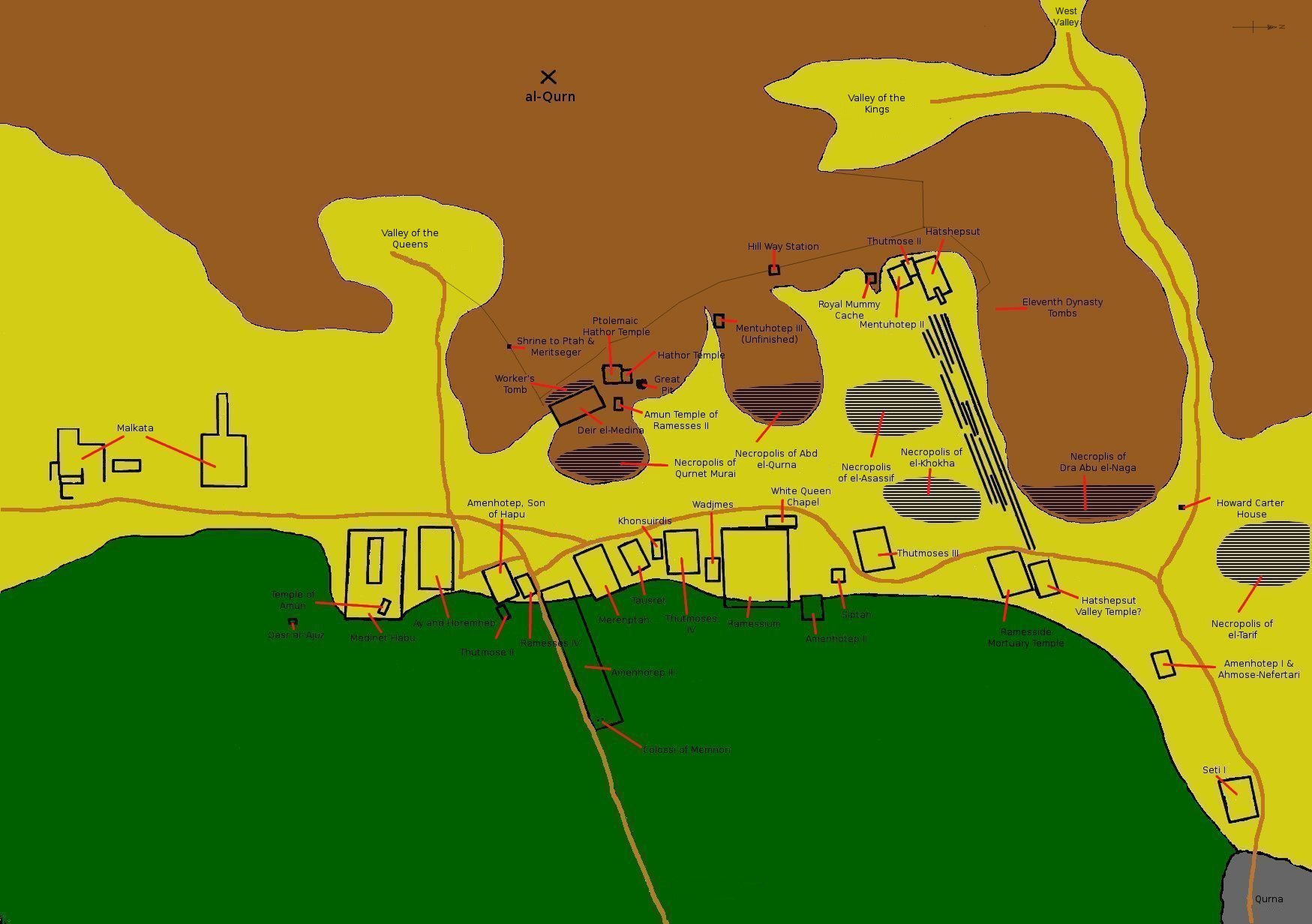
Mapa de la necrópolis tebana.

La estela procede de Tebas, (nombre griego), capital del Imperio Medio e Imperio Nuevo de Egipto que estaba situada en la actual población egipcia de Luxor.
En la estela funeraria se aprecia a Taesjeret de pie, y enfrente al dios Ra-Harajty ("Horus del Horizonte": era la personificación del Sol en el horizonte según la mitología egipcia), y además se hallan unas inscripciones que mencionan a Atum, dios creador ("El que existe por sí mismo"), y dios solar en la mitología egipcia, y Ptah-Sokaris, dios funerario.

## Conservación
- La pieza se exhibe de forma permanente en el Museo Arqueológico Nacional de Madrid, (España) con el número de inventario 3519.

## Características
- Técnica: Pintado sobre estuco.
- Estilo: Arte egipcio.
- Material: madera y estuco.
- Altura: 42,8 centímetros.
- Anchura: 20 centímetros.